# Eesti Laul
L'Eesti Laul (letteralmente "Canzone Estone") è una competizione canora nazionale estone che ha lo scopo di selezionare il rappresentante dell'Estonia all'Eurovision Song Contest. Ogni anno la competizione viene trasmessa dalla Eesti Televisioon (ETV).
La competizione sostituisce l'Eurolaul, utilizzata come selezione nazionale per l'Eurovision Song Contest dal 1993 al 2008.
Il miglior risultato all'Eurovision Song Contest prodotto dal festival è il 3º posto di Tommy Cash nel 2025 con Espresso macchiato.

## Storia
Le prime due edizioni dell'Eesti Laul si erano svolte in un'unica serata finale, con dieci canzoni partecipanti. Dal 2011 le canzoni in gara sono venti, che vengono suddivise in due semifinali composte da dieci canzoni ciascuna. 
Cinque canzoni provenienti da ciascuna semifinale accedono alla serata finale attraverso un sistema di voto che tiene conto per il 50% dei voti della giuria e per il 50% del televoto. Le canzoni in gara ricevono un punteggio che varia da 1 a 10 in base alla classifica provvisoria della giuria e lo stesso avviene per il televoto. I due punteggi vengono poi sommati tra loro per determinare la classifica definitiva. Se due canzoni hanno lo stesso punteggio, si predilige quella che ha ottenuto più punti con il televoto. 
A partire dal 2016, alla prima canzone classificata vengono assegnati 12 punti, mentre la seconda ne riceve 10. Dal 2017 solo le prime quattro canzoni classificate accedono direttamente alla finale, mentre la quinta finalista viene scelta tramite un secondo televoto.
La classifica della finale è determinata in maniera analoga a quella delle semifinali. Le prime due canzoni classificate accedono alla "super finale", in cui il vincitore viene determinato unicamente dal televoto. Dal 2015 anche la terza classificata accede alla "super finale".

## Regolamento
Le regole per la partecipazione all'Eesti Laul sono le seguenti:
- possono partecipare tutti i brani non pubblicati o esibiti prima del 1º settembre dell'anno precedente;
- i brani devono avere una durata massima di 3 minuti;
- i partecipanti devono avere 16 anni o devono averli compiuti entro la prima semifinale dell'Eurovision Song Contest;
- i partecipanti devono avere pubblicato precedentemente almeno un album o un altro singolo o devono aver sottoscritto un contratto discografico valido;
- cantanti e compositori possono inviare un massimo di cinque brani, ma durante la competizione gli artisti potranno gareggiare soltanto con uno;
- cantanti e compositori stranieri possono partecipare, purché collaborino con un cittadino o residente estone;
- il costo di partecipazione è di 50€ per i brani in lingua estone e 100€ per i brani in lingua straniera.

## Edizioni
| Edizione | Conduzione        | Conduzione            | Conduzione        | Conduzione        | Periodo          | Periodo          | Puntate | Partecipanti | Vincitore               | Vincitore                                          | Sede                       | Sede               |
| Edizione | Conduzione        | Conduzione            | Conduzione        | Conduzione        | Inizio           | Fine             | Puntate | Partecipanti | Artista                 | Brano                                              | Sede                       | Sede               |
| Edizione | Conduzione        | Conduzione            | Conduzione        | Conduzione        | Inizio           | Fine             | Puntate | Partecipanti | Artista                 | Brano                                              | Quarti e Semifinali        | Finale             |
| -------- | ----------------- | --------------------- | ----------------- | ----------------- | ---------------- | ---------------- | ------- | ------------ | ----------------------- | -------------------------------------------------- | -------------------------- | ------------------ |
| 1ª       | Henry Kõrvits     | Robert Kõrvits        | –                 | –                 | 7 marzo 2009     | 7 marzo 2009     | 1       | 10           | Urban Symphony          | Rändajad                                           | –                          | ETV Studios        |
| 2ª       | Ott Sepp          | Märt Avandi           | –                 | –                 | 12 marzo 2010    | 12 marzo 2010    | 1       | 10           | Malcolm Lincoln         | Siren                                              | –                          | Nokia Concert Hall |
| 3ª       | Ott Sepp          | Piret Järvis          | Lenna Kuurmaa     | –                 | 12 febbraio 2011 | 26 febbraio 2011 | 3       | 19           | Getter Jaani            | Rockefeller Street                                 | ETV Studios                | Nokia Concert Hall |
| 4ª       | Taavi Teplenkov   | Piret Järvis          | Tiit Sukk         | –                 | 18 febbraio 2012 | 3 marzo 2012     | 3       | 20           | Ott Lepland             | Kuula                                              | ETV Studios                | Nokia Concert Hall |
| 5ª       | Anu Välba         | Marko Reikop          | –                 | –                 | 16 febbraio 2013 | 2 marzo 2013     | 3       | 20           | Birgit Õigemeel         | Et uus saaks alguse                                | Estonia Theatre            | Nokia Concert Hall |
| 6ª       | Helen Sürje       | Marko Reikop          | Henrik Kalmet     | –                 | 14 febbraio 2014 | 1º marzo 2014    | 3       | 20           | Tanja                   | Amazing                                            | Estonia Theatre            | Nokia Concert Hall |
| 7ª       | Helen Sürje       | Marko Reikop          | Henrik Kalmet     | Indrek Vaheoja    | 7 febbraio 2015  | 21 febbraio 2015 | 3       | 20           | Elina Born & Stig Rästa | Goodbye to Yesterday                               | Estonia Theatre            | Nokia Concert Hall |
| 8ª       | Henry Kõrvits     | Maris Kõrvits         | Ott Sepp          | Märt Avandi       | 12 febbraio 2016 | 5 marzo 2016     | 3       | 20           | Jüri Pootsmann          | Play                                               | Estonia Theatre            | Saku Suurhall      |
| 9ª       | Marko Reikop      | Elina Netšajeva       | Ott Sepp          | Märt Avandi       | 11 febbraio 2017 | 4 marzo 2017     | 3       | 20           | Koit Toome & Laura      | Verona                                             | ETV Studios                | Saku Suurhall      |
| 10ª      | Kristel Aaslaid   | Martin Veisman        | Ott Sepp          | Meelis Kubo       | 10 febbraio 2018 | 3 marzo 2018     | 3       | 20           | Elina Netšajeva         | La forza                                           | ETV Studios                | Saku Suurhall      |
| 11ª      | Piret Krumm       | Karl-Erik Taukar      | Ott Sepp          | –                 | 31 gennaio 2019  | 16 gennaio 2019  | 3       | 24           | Victor Crone            | Storm                                              | Tartu Ülikooli Spordihoone | Saku Suurhall      |
| 12ª      | Tõnis Niinemets   | Karl-Erik Taukar      | –                 | –                 | 13 febbraio 2020 | 29 febbraio 2020 | 3       | 24           | Uku Suviste             | What Love Is                                       | Tartu Ülikooli Spordihoone | Saku Suurhall      |
| 13ª      | Tõnis Niinemets   | Grete Kuld            | –                 | –                 | 18 febbraio 2021 | 6 marzo 2021     | 3       | 24           | Uku Suviste             | The Lucky One                                      | ETV Studios                | ETV Studios        |
| 14ª      | Presentatori vari | Presentatori vari     | Presentatori vari | Presentatori vari | 20 novembre 2021 | 12 febbraio 2022 | 7       | 40           | Stefan                  | Hope                                               | ETV Studios                | Saku Suurhall      |
| 15ª      | Tõnis Niinemets   | Grete Kuld            | –                 | –                 | 12 gennaio 2023  | 11 febbraio 2023 | 3       | 20           | Alika                   | Bridges                                            | Viimsi Artium              | Tondiraba Ice Hall |
| 16ª      | Tõnis Niinemets   | Grete Kuld            | –                 | –                 | 20 gennaio 2024  | 17 febbraio 2024 | 2       | 20           | 5miinust & Puuluup      | (Nendest) narkootikumidest ei tea me (küll) midagi | Tartu Ülikooli Spordihoone | Tondiraba Ice Hall |
| 17ª      | Eda-Ines Etti     | Karl "Korea" Kivastik | –                 | –                 | 15 febbraio 2025 | 15 febbraio 2025 | 1       | 16           | Tommy Cash              | Espresso macchiato                                 | –                          | Saku Suurhall      |

## All'Eurovision Song Contest
| Anno | Cantante                | Canzone                                            | Piazzamento all'ESC | Piazzamento all'ESC | Piazzamento all'ESC | Piazzamento all'ESC |
| Anno | Cantante                | Canzone                                            | Finale              | Punti               | Semi                | Punti               |
| ---- | ----------------------- | -------------------------------------------------- | ------------------- | ------------------- | ------------------- | ------------------- |
| 2009 | Urban Symphony          | Rändajad                                           | 6                   | 129                 | 3                   | 115                 |
| 2010 | Malcolm Lincoln         | Siren                                              | Non qualificata     | Non qualificata     | 14                  | 39                  |
| 2011 | Getter Jaani            | Rockefeller Street                                 | 24                  | 44                  | 9                   | 60                  |
| 2012 | Ott Lepland             | Kuula                                              | 6                   | 120                 | 4                   | 100                 |
| 2013 | Birgit Õigemeel         | Et uus saaks alguse                                | 20                  | 19                  | 10                  | 52                  |
| 2014 | Tanja                   | Amazing                                            | Non qualificata     | Non qualificata     | 12                  | 36                  |
| 2015 | Elina Born & Stig Rästa | Goodbye to Yesterday                               | 7                   | 106                 | 3                   | 105                 |
| 2016 | Jüri Pootsmann          | Play                                               | Non qualificata     | Non qualificata     | 18                  | 24                  |
| 2017 | Koit Toome & Laura      | Verona                                             | Non qualificata     | Non qualificata     | 14                  | 85                  |
| 2018 | Elina Netšajeva         | La forza                                           | 8                   | 245                 | 5                   | 201                 |
| 2019 | Victor Crone            | Storm                                              | 20                  | 76                  | 4                   | 198                 |
| 2020 | Uku Suviste             | What Love Is                                       | Edizione cancellata | Edizione cancellata | Edizione cancellata | Edizione cancellata |
| 2021 | Uku Suviste             | The Lucky One                                      | Non qualificata     | Non qualificata     | 13                  | 58                  |
| 2022 | Stefan                  | Hope                                               | 13                  | 141                 | 5                   | 209                 |
| 2023 | Alika                   | Bridges                                            | 8                   | 168                 | 10                  | 74                  |
| 2024 | 5miinust & Puuluup      | (Nendest) narkootikumidest ei tea me (küll) midagi | 20                  | 37                  | 6                   | 79                  |
| 2025 | Tommy Cash              | Espresso macchiato                                 | 3                   | 356                 | 5                   | 113                 |

## Galleria vincitori

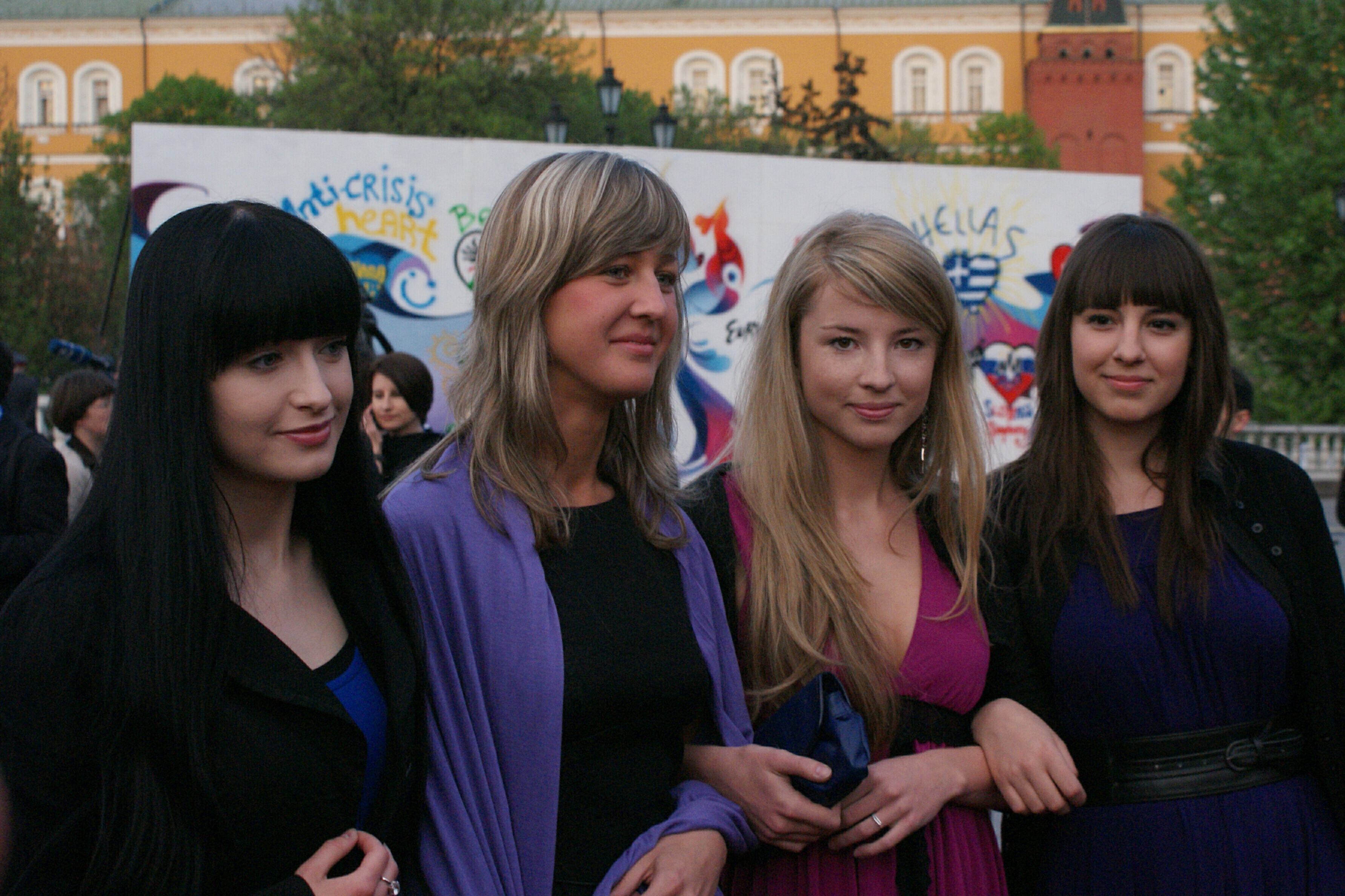
Le Urban Symphony, vincitrici dell'edizione 2009
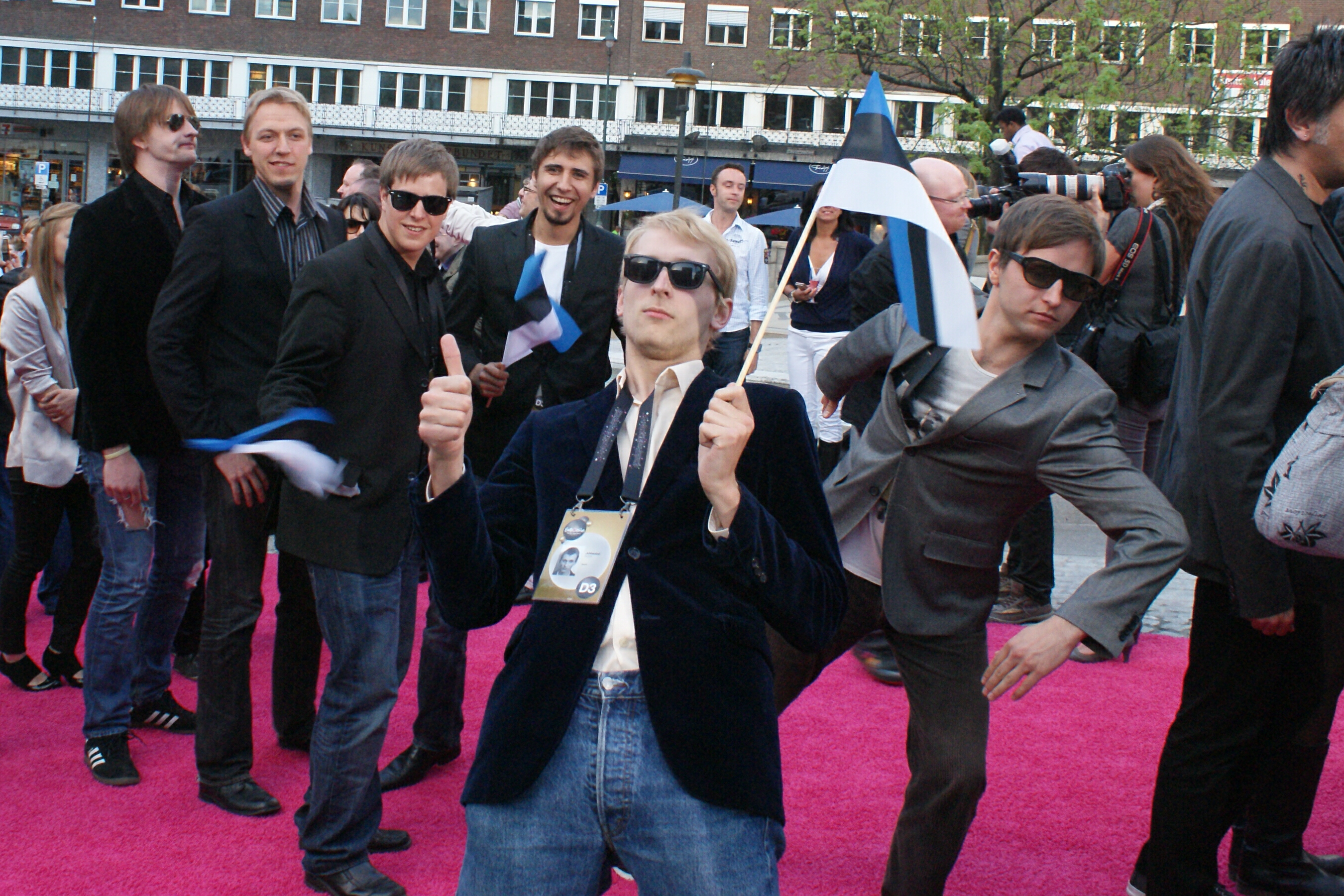
I Malcolm Lincoln (con i Manpower 4), vincitori dell'edizione 2010
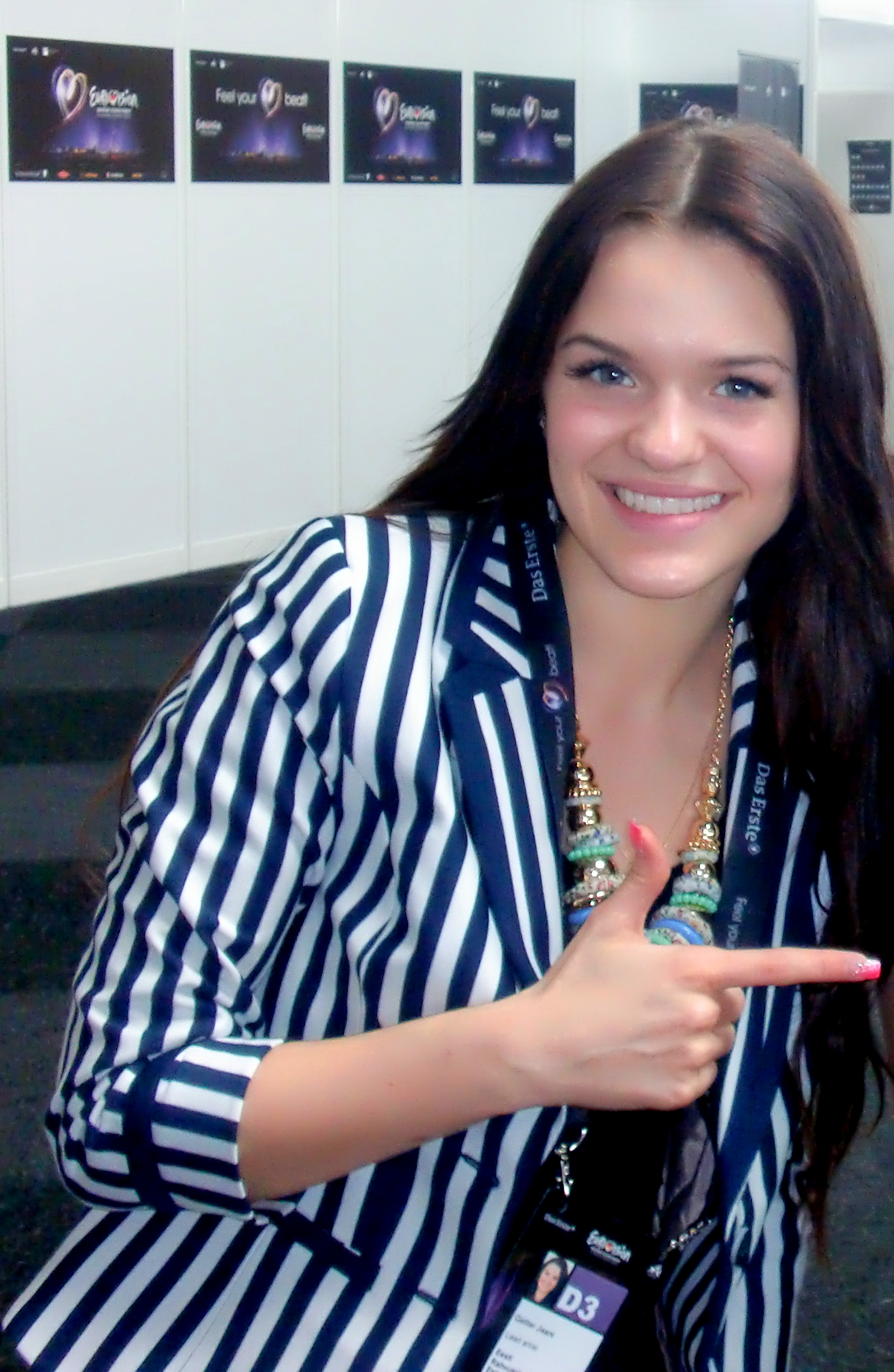
Getter Jaani, vincitrice dell'edizione 2011
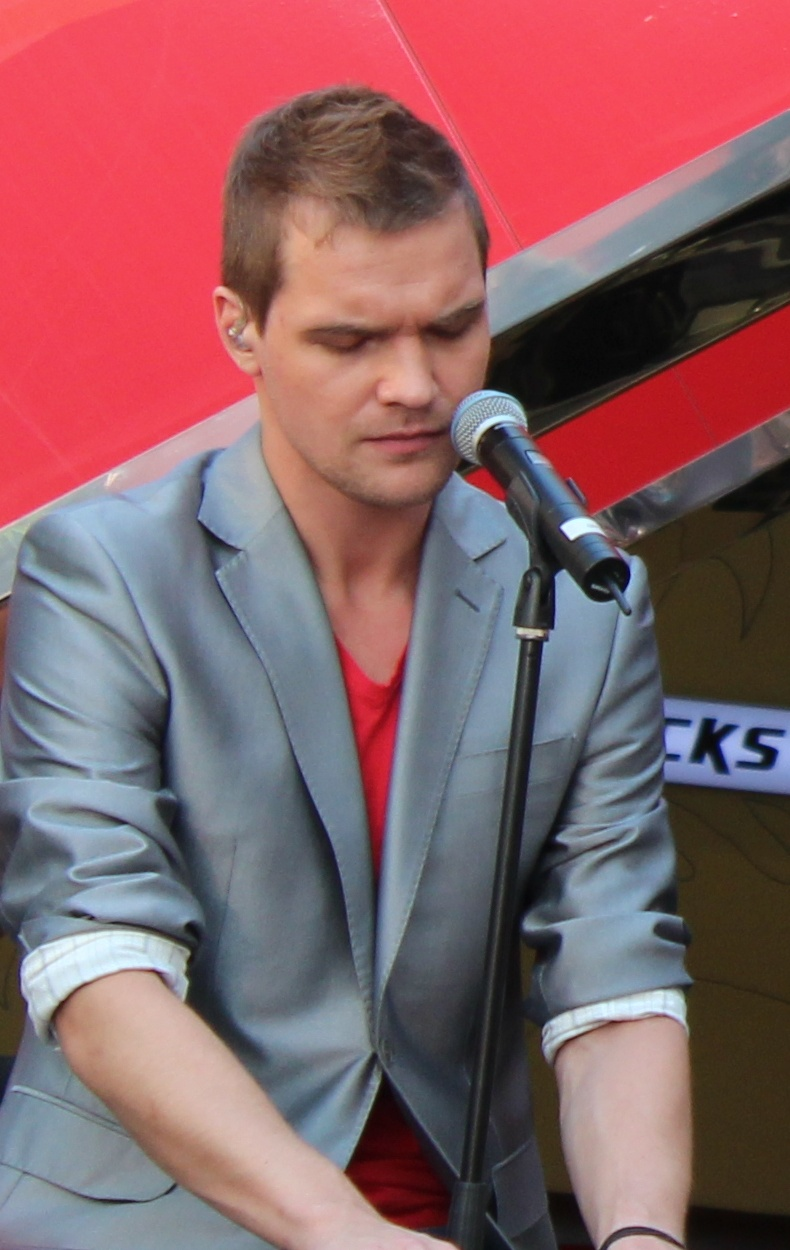
Ott Lepland, vincitore dell'edizione 2012
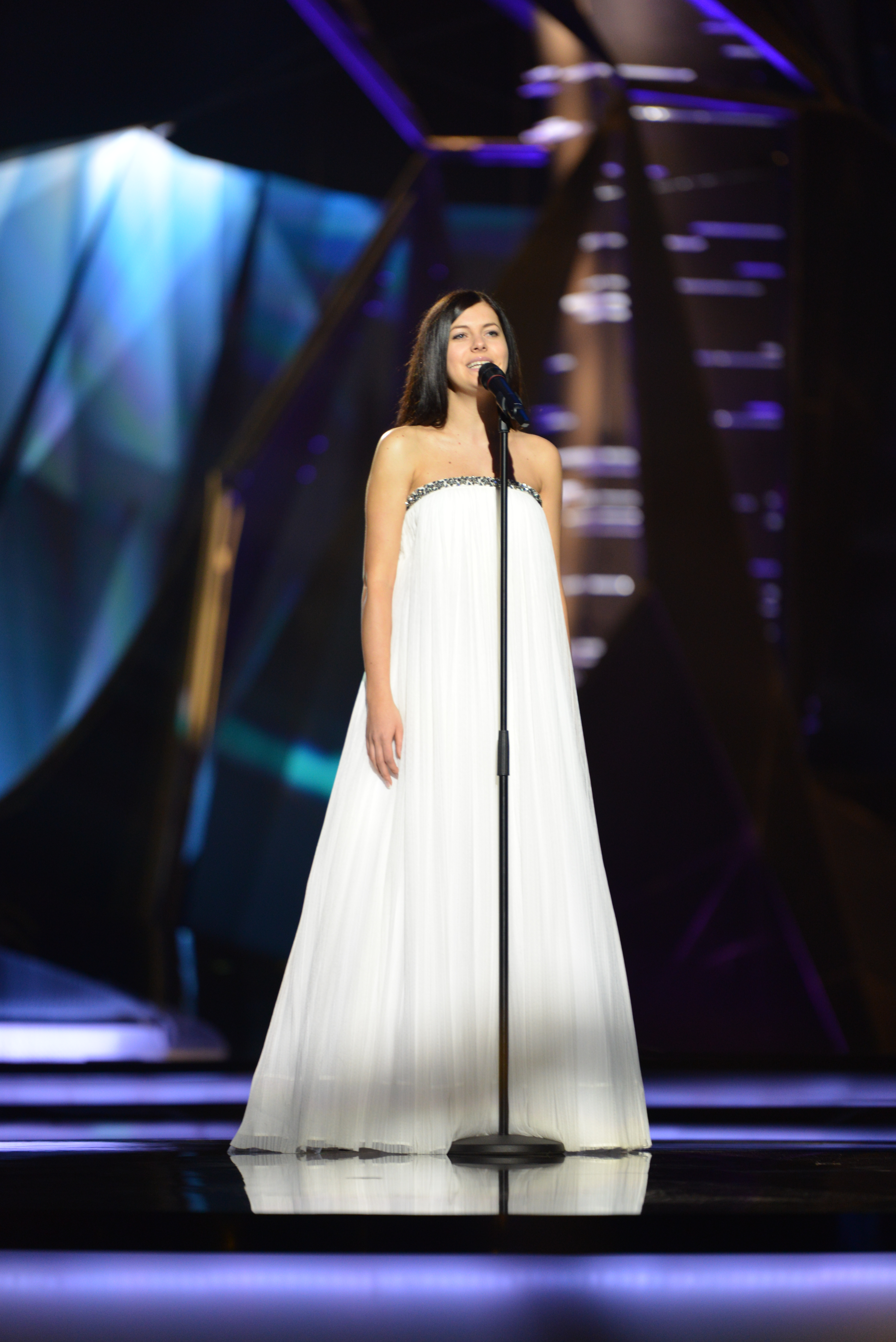
Birgit Õigemeel, vincitrice dell'edizione 2013
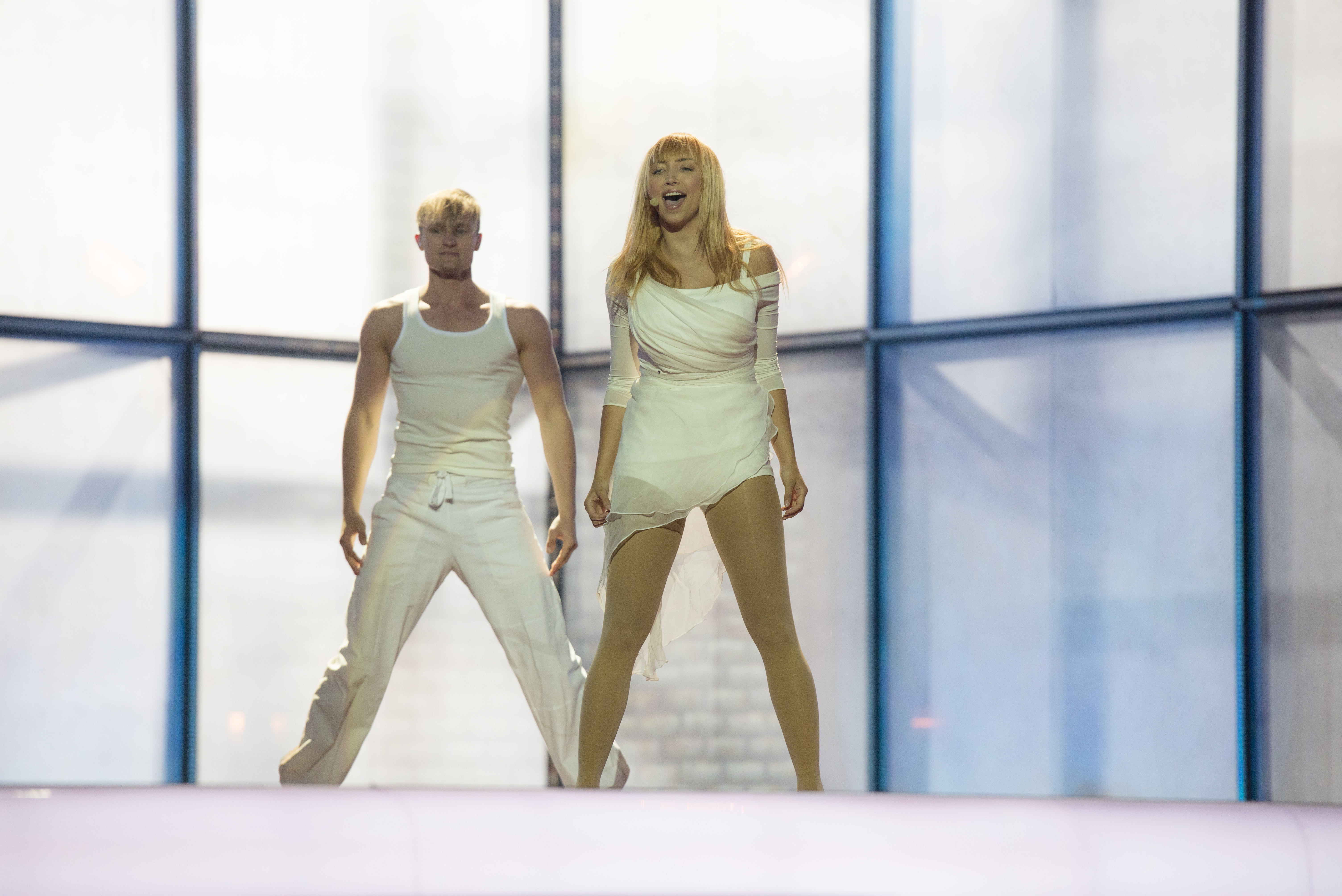
Tanja, vincitrice dell'edizione 2014
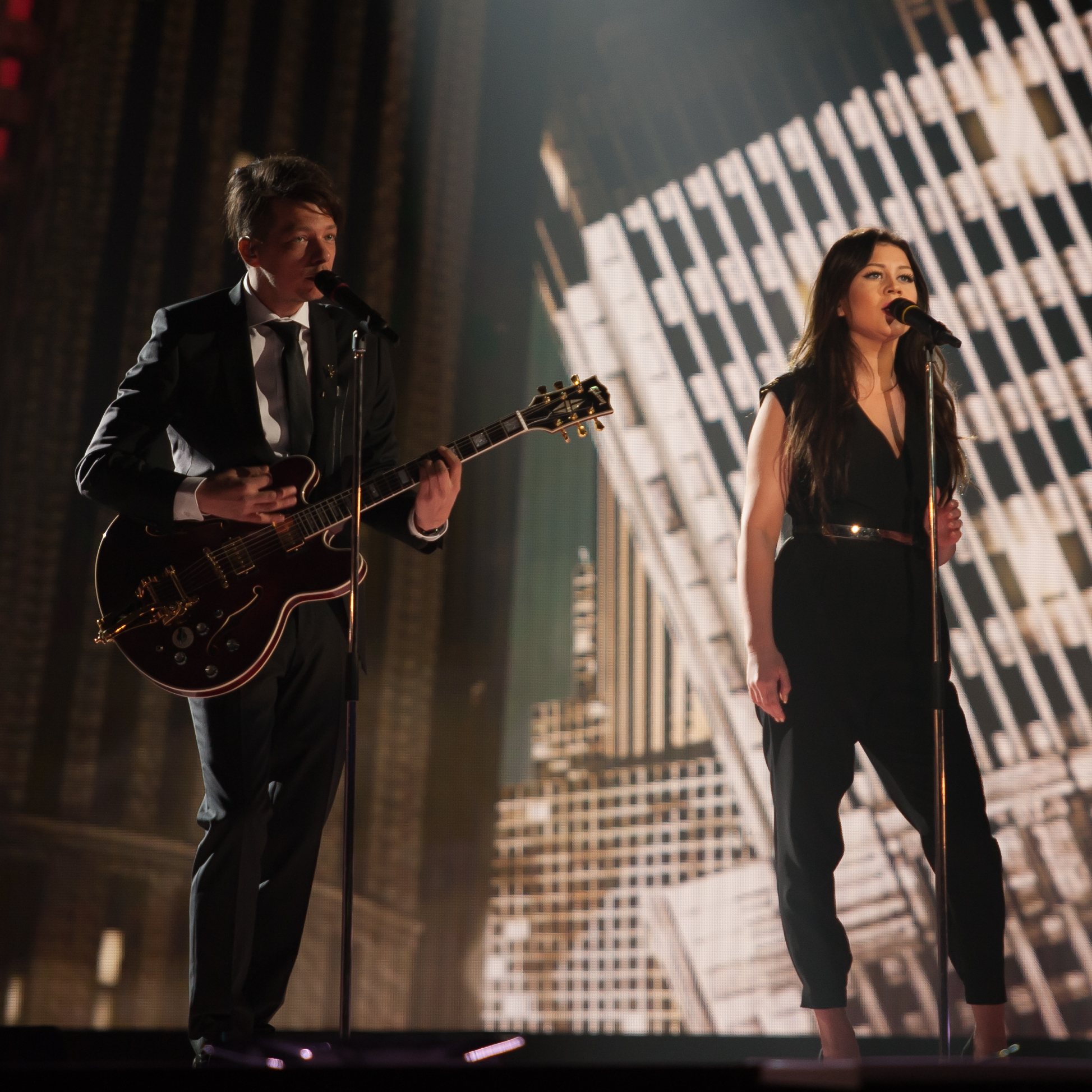
Stig Rästa ed Elina Born, vincitori dell'edizione 2015
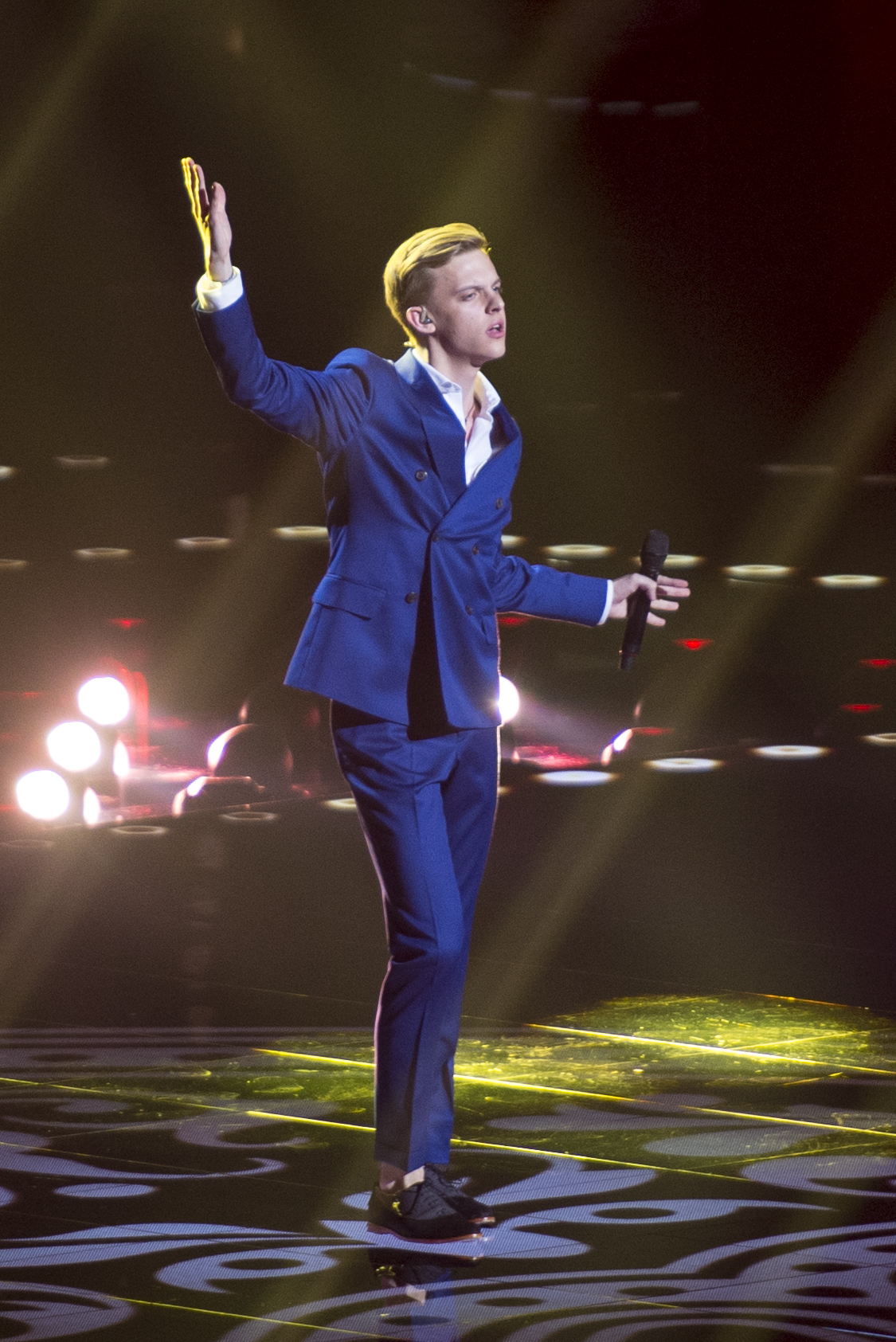
Jüri Pootsmann, vincitore dell'edizione 2016
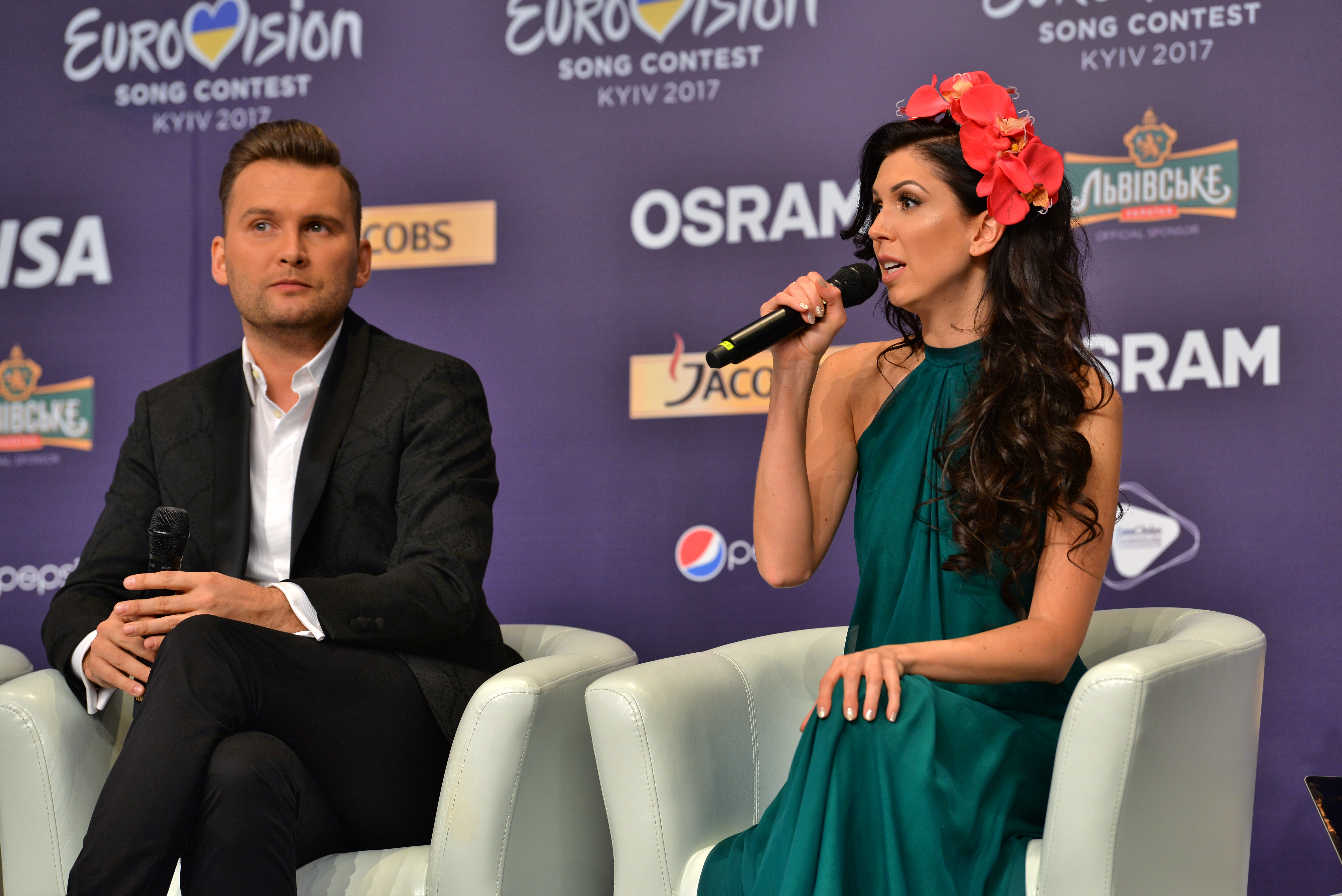
Koit Toome e Laura Põldvere, vincitori dell'edizione 2017
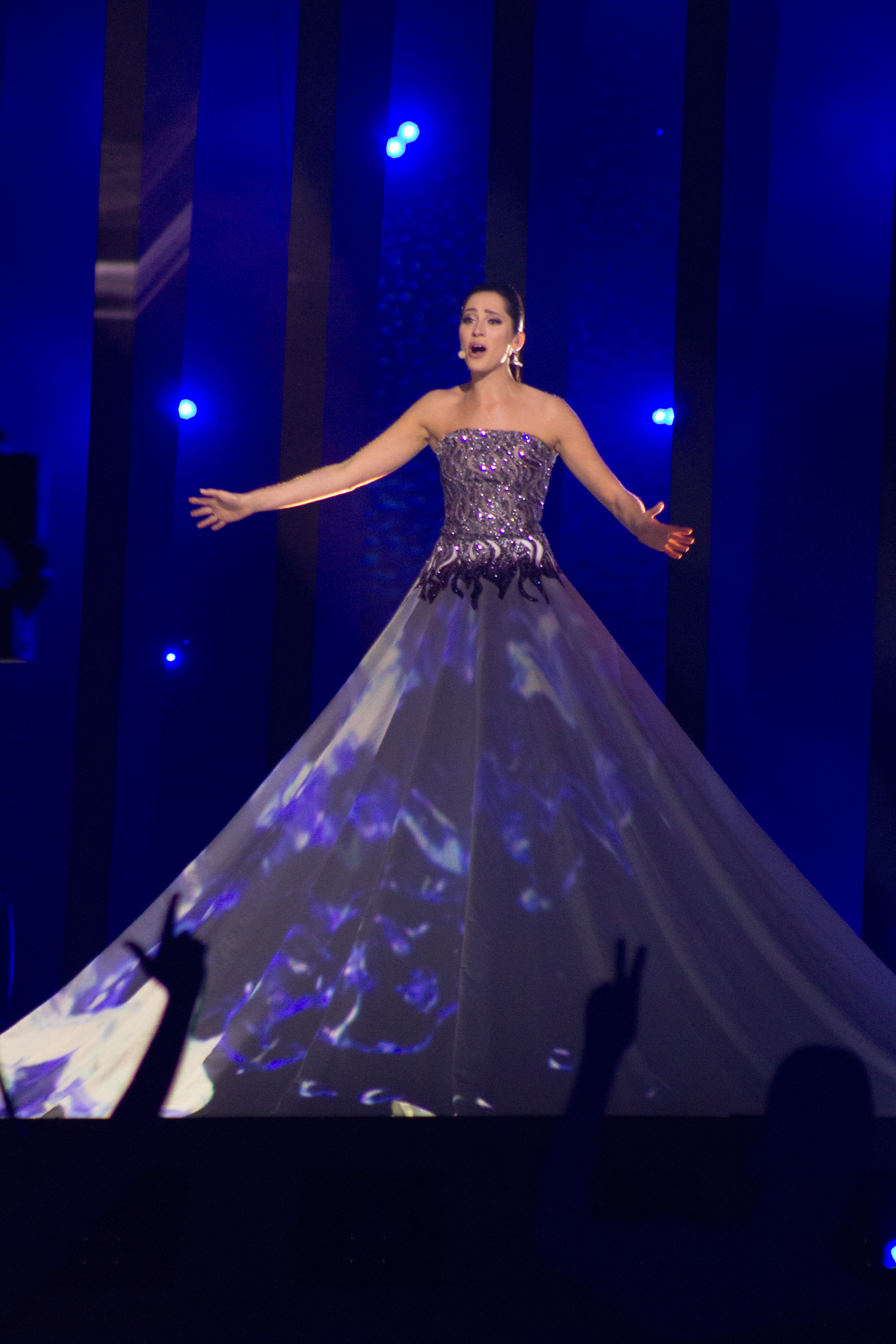
Elina Netšajeva, vincitrice dell'edizione 2018
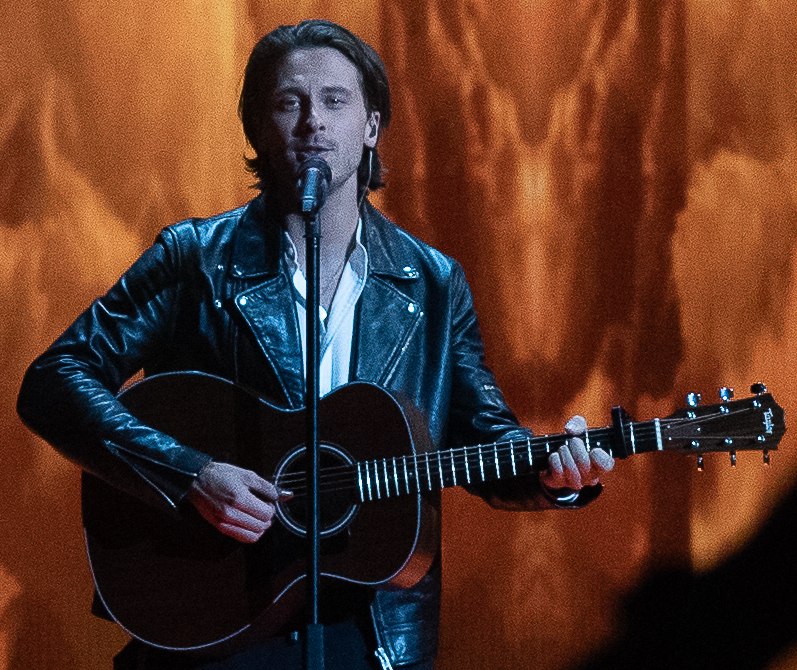
Victor Crone, vincitore dell'edizione 2019
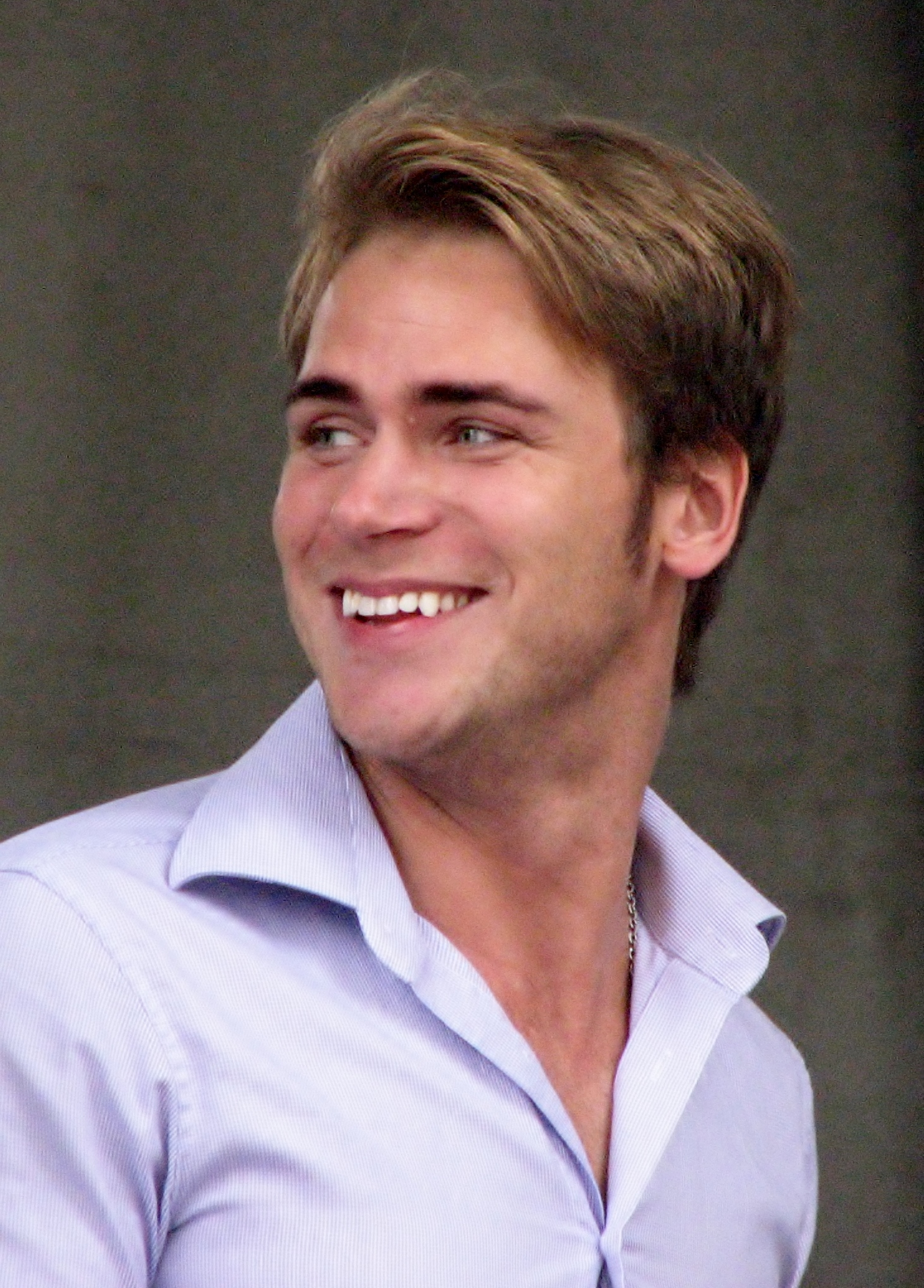
Uku Suviste, vincitore delle edizioni 2020 e 2021
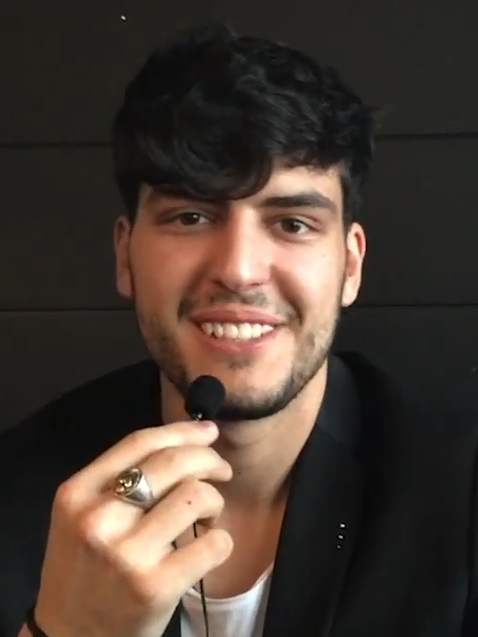
Stefan, vincitore dell'edizione 2022
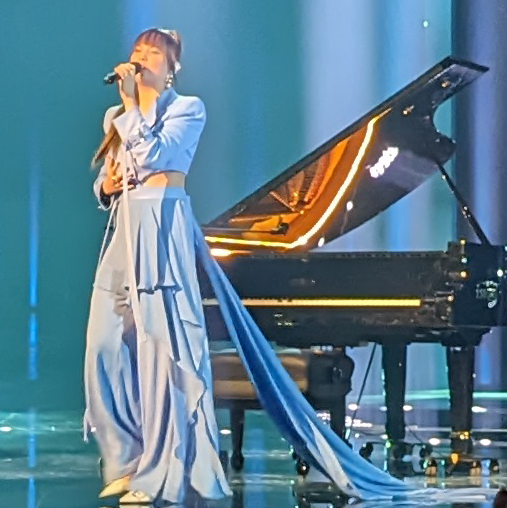
Alika, vincitrice dell'edizione 2023
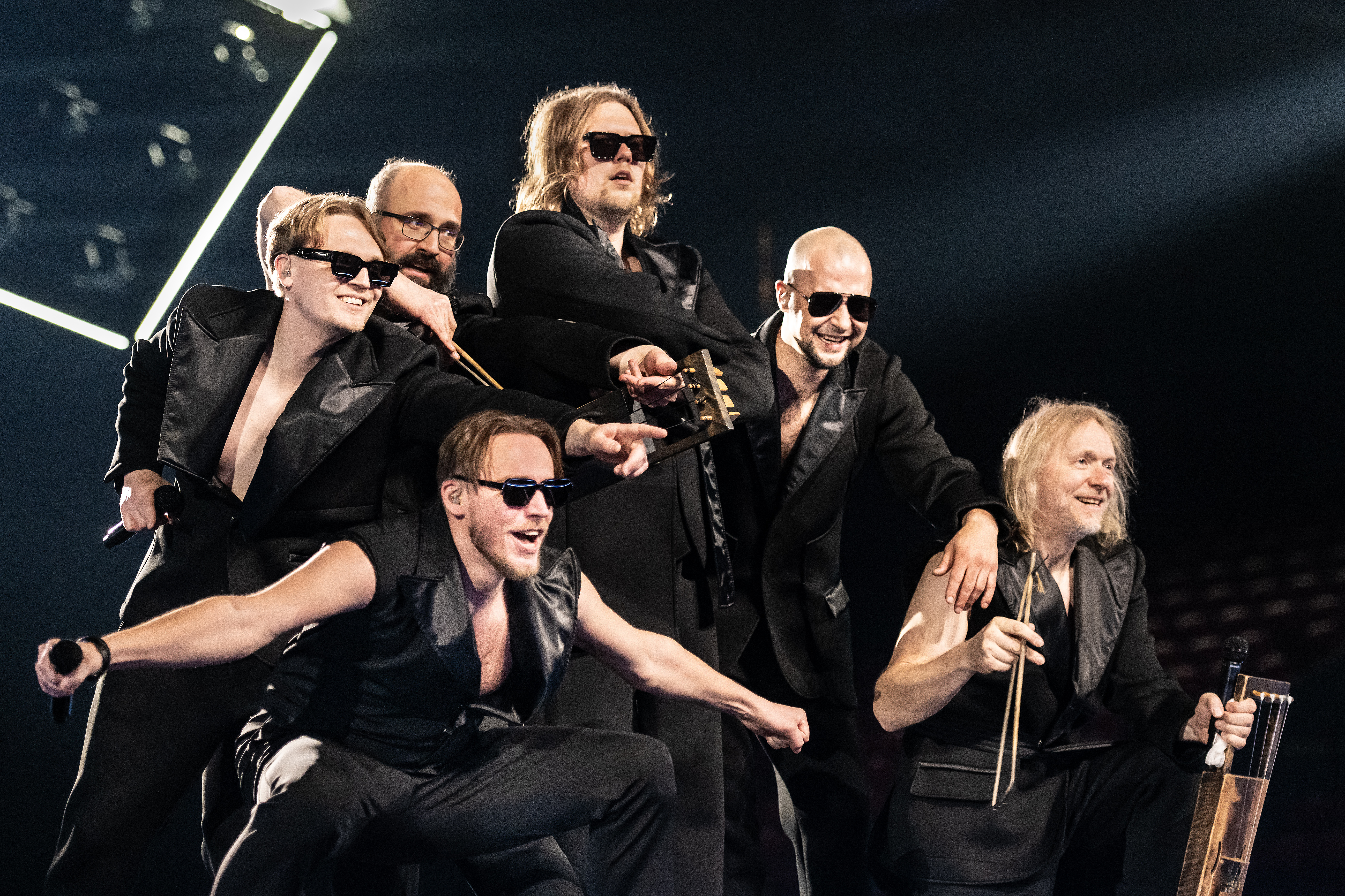
I 5miinust e i Puuluup, vincitori dell'edizione 2024
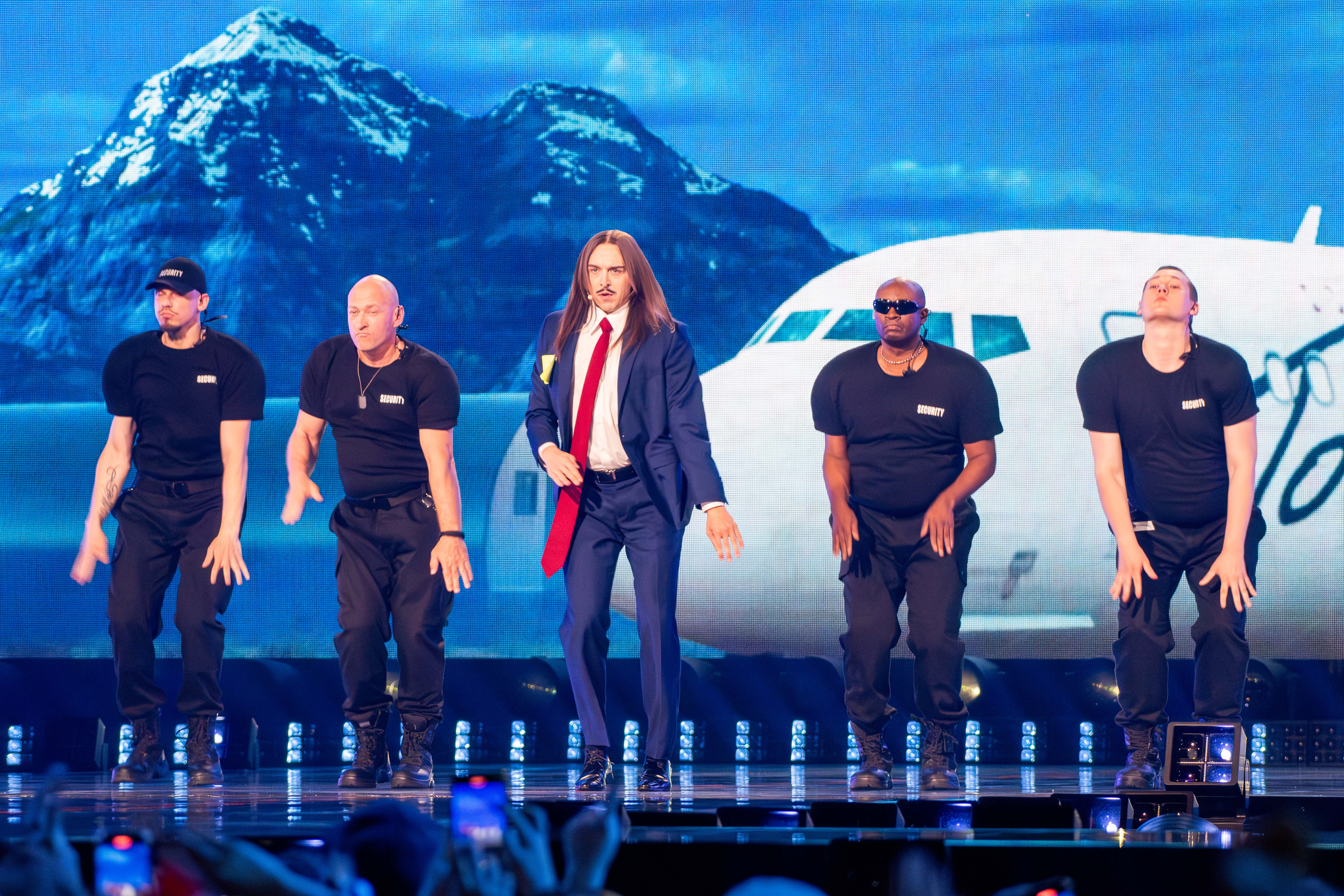
Tommy Cash, vincitore dell'edizione 2025